# Neuroglobina

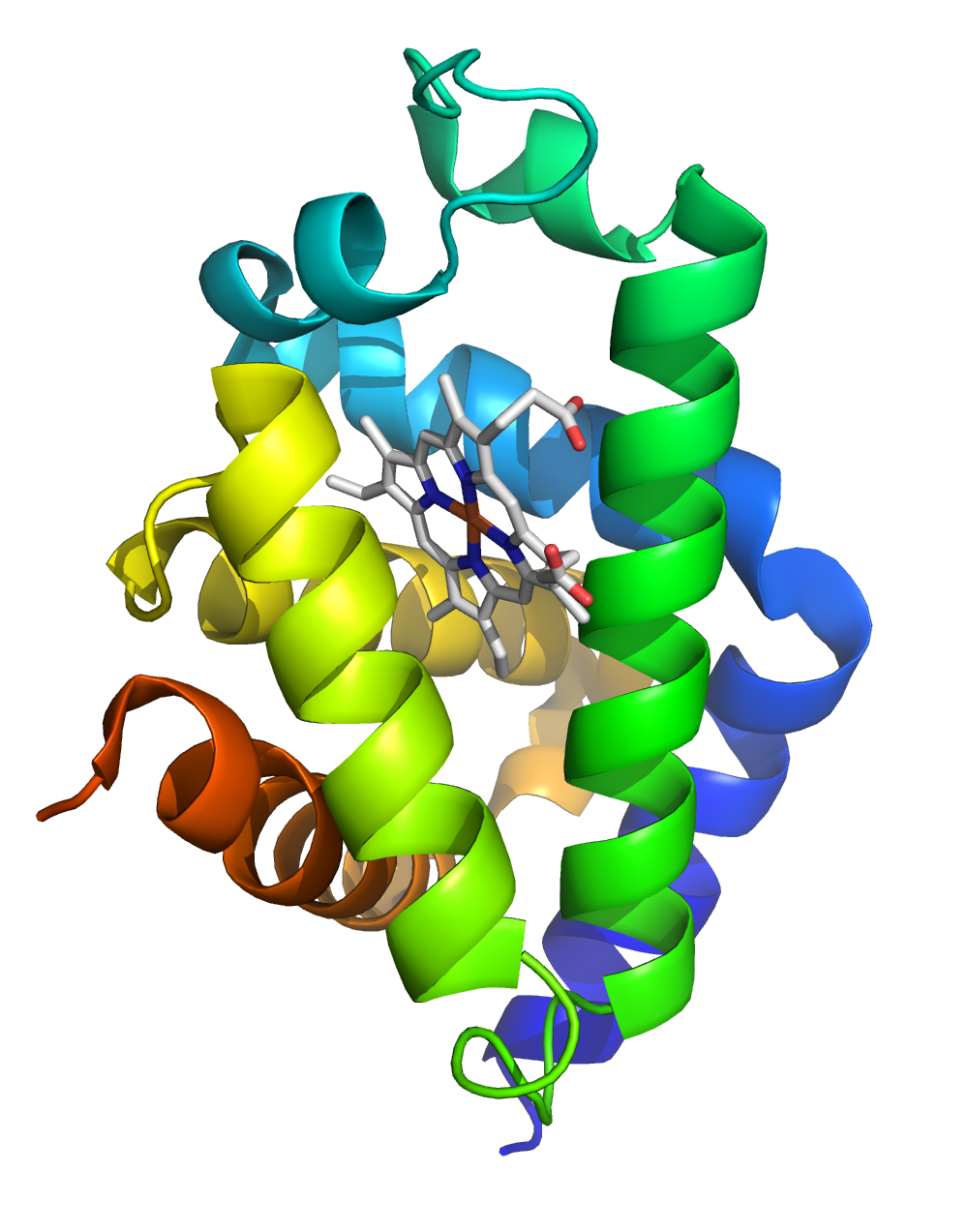
Neuroglobina

Neuroglobina – białko, znajdujące się głównie w mózgu, ale występujące też w układzie nerwowym. Podobnie jak mioglobina, neuroglobina potrafi magazynować tlen. Nie posiada natomiast podjednostek, dodatkowo zwiększa dostępność tlenu, a w związku z tym także energii w tkance nerwowej.
Funkcją neuroglobiny jest zatem zapobieganie udarowi mózgu, czyli silnemu niedotlenieniu (którego przyczyną jest niedokrwienie tkanki mózgowej poprzez zamknięcie naczyń krwionośnych doprowadzających krew do mózgu) i związanemu z tym obumieranie tkanki nerwowej, której komórki potrzebują dużych ilości tlenu do prawidłowego funkcjonowania, dzieje się tak gdyż neuroglobina pomaga dotlenić komórki nerwowe w sytuacjach niedokrwienia tkanki mózgowej i stanowi rezerwę tlenu. Mózg zużywa 20% dostępnego tlenu pomimo że waży 1,3 kg. co wskazuje na to, że im więcej neuroglobiny wytwarzanej jest w konkretnym jego rejonie, tym mniej jest on narażony na uszkodzenie spowodowane niedotlenieniem, dlatego że w krytycznej sytuacji dostaje dzięki niej dodatkową porcję tlenu.
Neuroglobina została odkryta i nazwana przez niemieckich naukowców z Uniwersytetu w Moguncji w 2000, zaś do leczenia udaru mózgu wykorzystała ją grupa naukowców z Buck Institute for Age Research pod kierunkiem Davida Greenberga, przeprowadzając badania nad szczurzym modelem udaru mózgu co dało pozytywne efekty. Dzięki temu możliwe jest zatem, że wstrzykiwanie neuroglobiny ofiarom udarów pomoże ochronić tkankę mózgową przed zniszczeniem, a co za tym idzie, złagodzi skutki udaru, mogącego doprowadzić do zniszczenia obszaru mózgu i upośledzenia ruchowego lub psychicznego.